# Brandon Boston
Brandon Elliot Boston Jr. (Norcross, Georgia, 28 de noviembre de 2001) es un baloncestista estadounidense que pertenece a la plantilla del Fenerbahçe de la BSL turca. Con 1,98 metros de estatura, juega en la posición de escolta.

## Trayectoria deportiva

### Universidad
Tras haber sido seleccionado en 2020 para disputar los prestigiosos McDonald's All-American Game y Jordan Brand Classic, jugó una temporada con los Wildcats de la Universidad de Kentucky, en la que promedió 11,5 puntos, 4,5 rebotes, 1,6 asistencias y 1,3 robos de balón por partido. El 20 de marzo de 2021, Boston se declaró elegible para el draft de la NBA, renunciando a su elegibilidad universitaria restante.

#### Estadísticas
| Año     | Equipo   | PJ | PT | MPP  | %TC  | %3P  | %TL  | RPP | APP | ROB | TPP | PPP  |
| ------- | -------- | -- | -- | ---- | ---- | ---- | ---- | --- | --- | --- | --- | ---- |
| 2020–21 | Kentucky | 25 | 24 | 30.3 | .355 | .300 | .785 | 4.5 | 1.6 | 1.3 | .2  | 11.5 |

### Profesional
Fue elegido en la quincuagésimo primera posición del Draft de la NBA de 2021 por los Memphis Grizzlies, pero fue posteriormente traspasado a Los Angeles Clippers en un acuerdo a tres bandas en el que también estuvieron involucrados los New Orleans Pelicans. Firmó un contrato dual para jugar también con el filial de la G League, los Agua Caliente/Ontario Clippers.
Tras tres temporadas con los Clippers, en agosto de 2024, firma un contrato no garantizado con San Antonio Spurs, y fue despedido el 19 de octubre, tres días antes del inicio de la liga. Pero el 21 de octubre es reclamado por New Orleans Pelicans, que luego le ofrecieron un contrato dual, para jugar también con el filial de la G-League, los Birmingham Squadron. Tras varios encuentros, el 26 de febrero convierten su contrato en uno estándar.
El 4 de agosto de 2025 fichó por el Fenerbahçe de la BSL turca.

## Estadísticas de su carrera en la NBA

### Temporada regular
| Año     | Equipo        | PJ  | PT | MPP  | %TC  | %3P  | %TL  | RPP | APP | ROB | TPP | PPP  |
| ------- | ------------- | --- | -- | ---- | ---- | ---- | ---- | --- | --- | --- | --- | ---- |
| 2021-22 | L.A. Clippers | 51  | 0  | 14.9 | .385 | .306 | .819 | 2.2 | 1.0 | .5  | .3  | 6.7  |
| 2022-23 | L.A. Clippers | 22  | 1  | 11.3 | .418 | .414 | .763 | 1.4 | .9  | .4  | .0  | 6.5  |
| 2023-24 | L.A. Clippers | 32  | 0  | 10.8 | .404 | .269 | .697 | 1.6 | .4  | .3  | .3  | 5.2  |
| 2024-25 | New Orleans   | 42  | 10 | 23.6 | .436 | .350 | .788 | 3.2 | 2.2 | 1.3 | .2  | 10.7 |
| Total   | Total         | 147 | 11 | 16.0 | .412 | .328 | .781 | 2.2 | 1.2 | .7  | .2  | 7.5  |

### Playoffs
| Año   | Equipo        | PJ | PT | MPP | %TC  | %3P | %TL  | RPP | APP | ROB | TPP | PPP |
| ----- | ------------- | -- | -- | --- | ---- | --- | ---- | --- | --- | --- | --- | --- |
| 2023  | L.A. Clippers | 1  | 0  | 1.0 | —    | —   | —    | .0  | .0  | .0  | .0  | .0  |
| 2024  | L.A. Clippers | 3  | 0  | 3.2 | .500 | —   | .500 | .7  | .3  | .0  | .0  | 1.7 |
| Total | Total         | 4  | 0  | 2.7 | .500 | —   | .500 | .5  | .3  | .0  | .0  | 1.3 |